# Шехтель, Артур Яковлевич
Артур Яковлевич Шехтель — советский легкоатлет (метание копья, молота). Чемпион СССР в метании молота, неоднократный призёр первенств СССР по легкой атлетике.

## Образование. Начало спортивной карьеры
Обучался в Государственный ордена Ленина институт физической культуры имени П. Ф. Лесгафта (ГОЛИФК им. П. Ф. Лесгафта).
Первую медаль на чемпионатах СССР выиграл в 1936 году в метании копья. В 1939 году стал чемпионом СССР в метании молота. На протяжении всей спортивной карьеры соперничал со старшим братом — Александром Шехтелем — семикратным чемпионом СССР.
Тренировался у Никифорова Григория Исаевича.

## Во время войны
С первых дней Великой Отечественной войны вместе с женой — известной легкоатлеткой и чемпионкой страны Марией Ефимовной Мининой обучал ленинградцев штыковому и рукопашному бою, гранатометанию, преодолению препятствий, ходьбе на лыжах. Участвовали в подготовке дивизии народного ополчения, а после занимались с бойцами Всевобуча на стадионе «Динамо».
Принял участие и победил в метании диска в чемпионате Ленинграда по легкой атлетике, проходившем в условиях блокады 6 сентября 1942 года.

## Награды чемпионатов СССР
- Золото:

Харьков, 1939 — метание молота
- Серебро:

Москва, 1944 — метание молота
Киев, 1945 — метание молота
Харьков, 1948 — метание молота
- Бронза

Москва, 1936 — метание копья
Москва, 1940 — метание молота
Днепропетровск, 1946 — метание молота